# Packet drop attack
Dans les réseaux informatiques, une attaque par perte de paquets (« packet drop attack ») ou une attaque trou noir (« blackhole attack ») est un type d'attaque par déni de service dans lequel un routeur qui est censé relayer les paquets les rejette à la place. Cela se produit généralement lorsqu'un routeur est compromis pour de multiples raisons différentes. Une cause mentionnée dans la recherche est l'attaque par déni de service sur le routeur à l'aide d'un outil DDoS connu. Étant donné que les paquets sont systématiquement supprimés d'un réseau avec perte, l'attaque de perte de paquets est très difficile à détecter et à empêcher. 
Le routeur malveillant peut également effectuer cette attaque de manière sélective, par exemple en supprimant des paquets vers une destination du réseau particulière, à un certain moment de la journée, un paquet tous les {\displaystyle n} paquets ou toutes les {\displaystyle t} secondes, ou bien une partie des paquets sélectionnée au hasard. Ce type d'attaque est appelé attaque de lévriers (« greyhound attack »). Si le routeur malveillant tente de supprimer tous les paquets entrants, l'attaque peut être découverte assez rapidement via des outils de mise en réseau courants tels que traceroute. De plus, lorsque d'autres routeurs remarqueront que le routeur compromis perd tout le trafic, ils commenceront généralement à supprimer ce routeur de leurs tables de transfert et, finalement, aucun trafic ne sera acheminé vers le routeur compromis. Cependant, si le routeur malveillant commence à supprimer des paquets sur une période de temps spécifique ou sur tous les {\displaystyle n} paquets, il est souvent plus difficile à détecter car du trafic circule toujours sur le réseau.
L'attaque de perte de paquets peut être fréquemment déployée pour attaquer les réseaux ad hoc sans fil. Les réseaux sans fil ont une architecture très différente de celle d'un réseau câblé typique : un hôte peut diffuser s'il a le chemin le plus court vers une destination. En faisant cela, tout le trafic sera dirigé vers l'hôte qui a été compromis, et l'hôte peut supprimer des paquets à volonté. Toujours sur un réseau mobile ad hoc, les hôtes sont particulièrement vulnérables aux attaques collaboratives où plusieurs hôtes sont compromis et trompent les autres hôtes du réseau.

## Voir également
- Black hole (informatique)